# 2186 Келдиш
2186 Келдиш (2186 Keldysh) — астероїд головного поясу, відкритий 27 вересня 1973 року.
Тіссеранів параметр щодо Юпітера — 3,368.